# Carlos Chinin
Carlos Eduardo Bezerra Chinin (nar. 3. května 1985 v São Paulo) je brazilský vícebojař a současný držitel jihoamerického kontinentálního rekordu v desetiboji výkonem 8393 bodů (2013). Chinin zatím dvakrát zvítězil na jihoamerickém šampionátu (jednou navíc v kategorii do 23 let) a reprezentoval Brazílii i na LOH 2008 v Pekingu (závod nedokončil) a na MS v Moskvě roku 2013 (6. místo výkonem 8388 bodů).